# Pietra serena

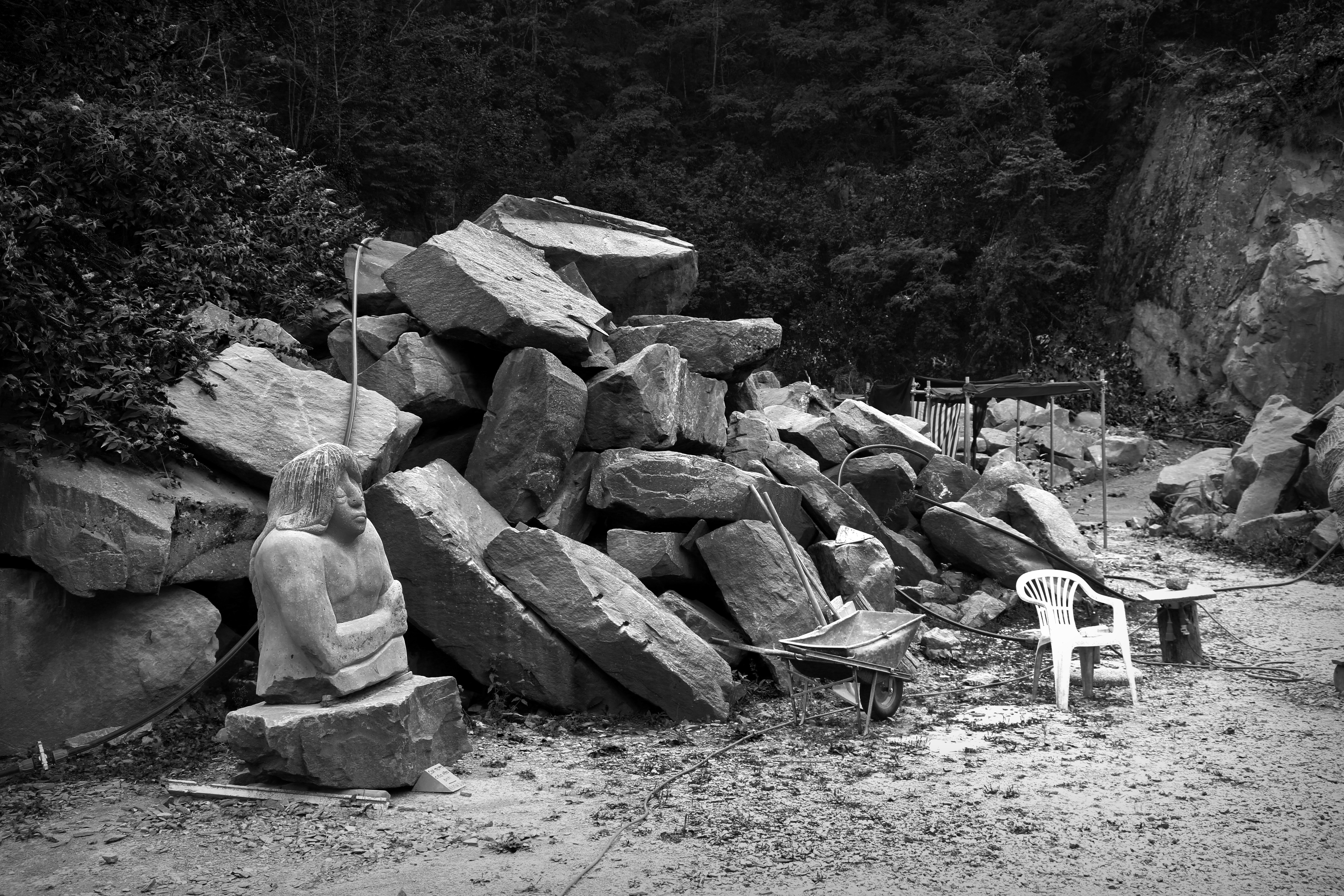
Una cava di Pietra serena a Vellano (PT)

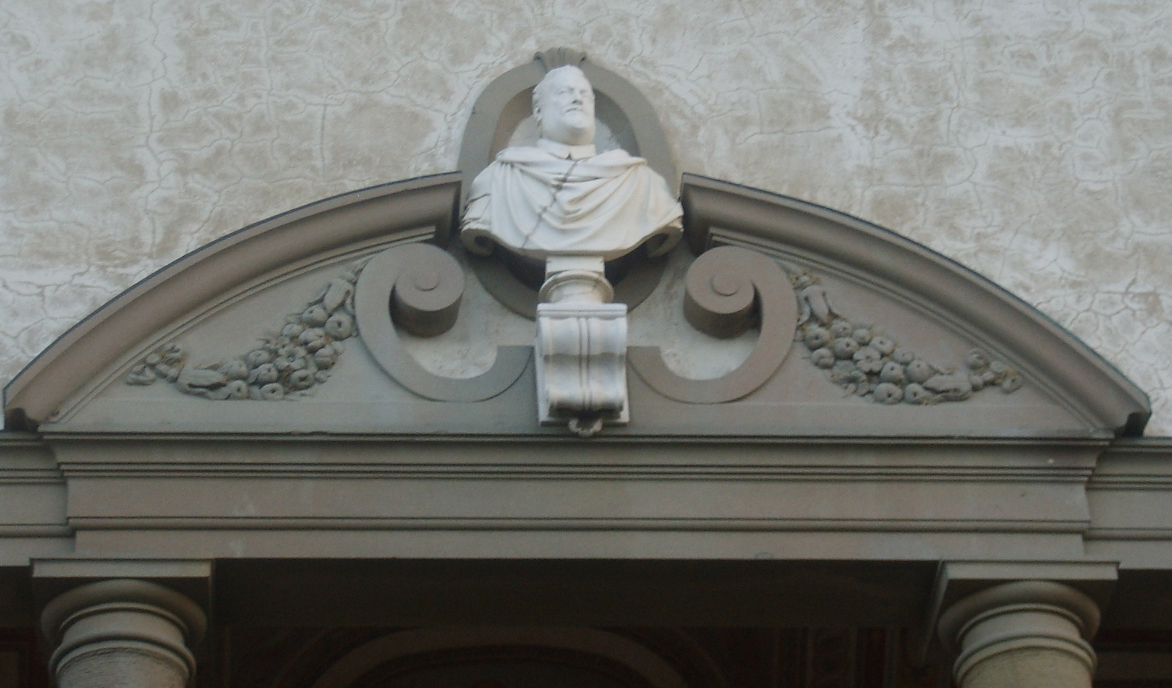
Frontone in pietra serena (Villa di Artimino, busto di Ferdinando I de' Medici in marmo)

La pietra serena è una pietra arenaria di colore grigio particolarmente utilizzata nell'architettura e in parte anche nella scultura. È tipica dell'architettura storica toscana, ed in particolare di Firenze, dove non viene solitamente usata per il taglio dei blocchi da muratura, ma per elementi isolati o decorativi come colonne, cornici e costoloni.

## Caratteristiche

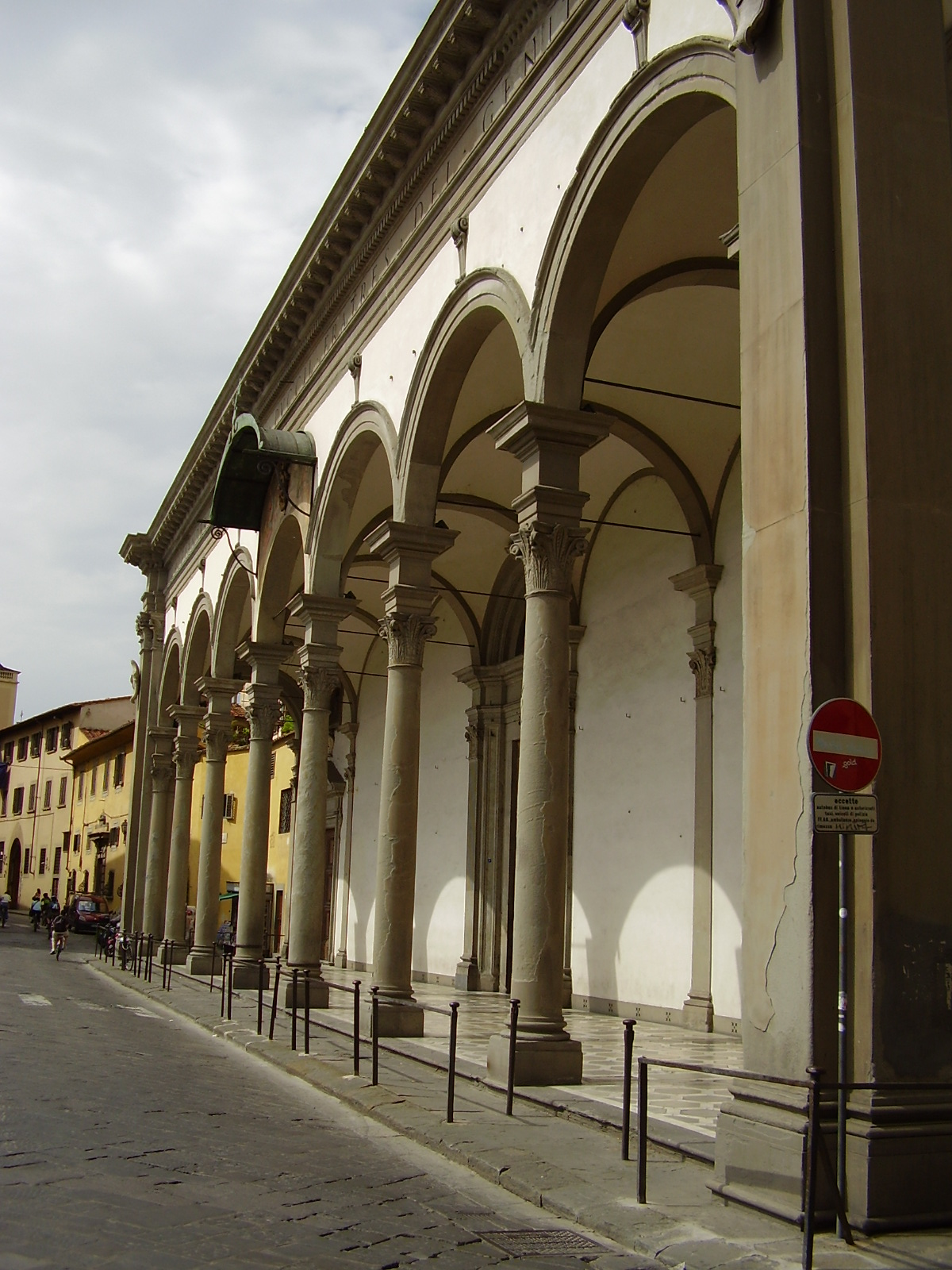
Pilastro del loggiato della Santissima Annunziata a Firenze che mostra alterazione color avana ed esfoliazione

La pietra serena ha una granulometria variabile, che a seconda delle cave passa da medio-fine a grossa. La tessitura della pietra è gradevolmente omogenea, con puntini lucenti dovuti alla presenza di scagliette di mica. Presenta talvolta laminazioni e gradazioni (cioè variazioni della granulometria nello stesso blocco). Talvolta vene di calcite spatica possono dare origini a punti di debolezza. Il carico di rottura perpendicolare non è particolarmente alto: circa 700 kg/cm2.
Il punto debole della Pietra Serena è la riduzione di resistenza se posta a contatto con gli agenti atmosferici ed in particolare l'acqua e i cambiamenti di temperatura: nei casi peggiori si può rendere necessaria la sostituzione dopo poche decine di anni, ma non mancano le eccezioni (come agli Uffizi). Il degrado si manifesta con formazione e cadute di croste parallele alla superficie a vista (esfoliazione), polverizzazione, stacchi, fessurazioni, ecc.
Talvolta la decomposizione dei cloriti porta la pietra ad assumere una colorazione avana, e a una rapida decomposizione per disfacimento.
Viene lavorata in diversi modi: scalpellato, levigato, fiammato, bocciardato, rigato, sabbiato.

## Zone di estrazione
Le due varietà principali sono l'arenaria di Monte Modino, a grana medio-fine, che presenta cave a Fiesole, Vincigliata, Settignano, Valle del Mugnone e un po' tutte le località a nord di Firenze, e l'arenaria Macigno, a grana medio-grossa, frequente nelle zone a sud-ovest di Firenze (Gonfolina nel comune di Carmignano, Lastra a Signa, Montebuoni, Scopeti e Poggio ai Grilli  nel comune di Impruneta, ecc.).
La varietà più pregiata veniva chiamata "del Fossato" e proveniva da una ristretta area nella valle della Mensola, alle pendici del colle di Settignano. Si trattava di una cava "bandita", riservata cioè alla committenza pubblica. Con questa pietra venne realizzato per esempio lo scalone della biblioteca Laurenziana.
In effetti gli architetti e gli artisti rinascimentali erano molto attenti alla provenienza della pietra perché diverse erano le prestazioni e la durabilità del materiale a seconda della cava, probabilmente a causa della diversa percentuale di cemento calcitico.
Fuori dall'area fiorentina si trova al Monte Orsaro presso l'Abetone, sul Monte Albano e nel Chianti fino al Monte Cetona.
Attualmente la quasi totalità della produzione proviene da Firenzuola, dove si cavano circa 50.000 m³ annui ed esiste anche un "Museo della Pietra Serena". Tuttavia deve essere precisato che la Pietra di Firenzuola, effettivamente commercializzata col nome Pietra Serena, non ha niente a che vedere con l'arenaria proveniente dalla Formazione del Macigno o dalla Formazione delle Arenarie del Monte Modino storicamente usate nei monumenti fiorentini. Questa proviene infatti dalla Formazione Marnoso Arenacea presente appunto a Firenzuola e in tutto l'Appennino emiliano e umbro depositatasi in un altro bacino sedimentario milioni di anni dopo le arenarie succitate (arenaria di Monte Modino, arenaria Macigno) che provengono tutte dalla formazione del Macigno. Questa confusione nasce dal fatto che la Pietra di Firenzuola ha un aspetto esteriore molto simile alla Pietra Serena di Firenze quasi indistinguibile ad un occhio non esperto, ma diversa da un punto di vista geologico e petrografico.
Un'altra zona storicamente molto attiva nell'estrazione della Pietra Serena è quella di Vellano nel comune di Pescia (PT). Alla metà del XX sec. erano attive più di dieci cave che producevano materiale lavorato per opere pubbliche e private oltre che per i restauri di edifici storici. Oggi rimane ancora attiva una cava con pietra di ottima qualità che ha dimostrato ottima resistenza anche all'aperto grazie alla sua composizione molto meno porosa dell'arenaria tradizionale.
Una varietà di Pietra Serena di ottima qualità, affine all'arenaria Macigno, proviene dalle colline di Tuoro sul Trasimeno, dove sono presenti due cave attive per l'estrazione della stessa.

## Storia e uso

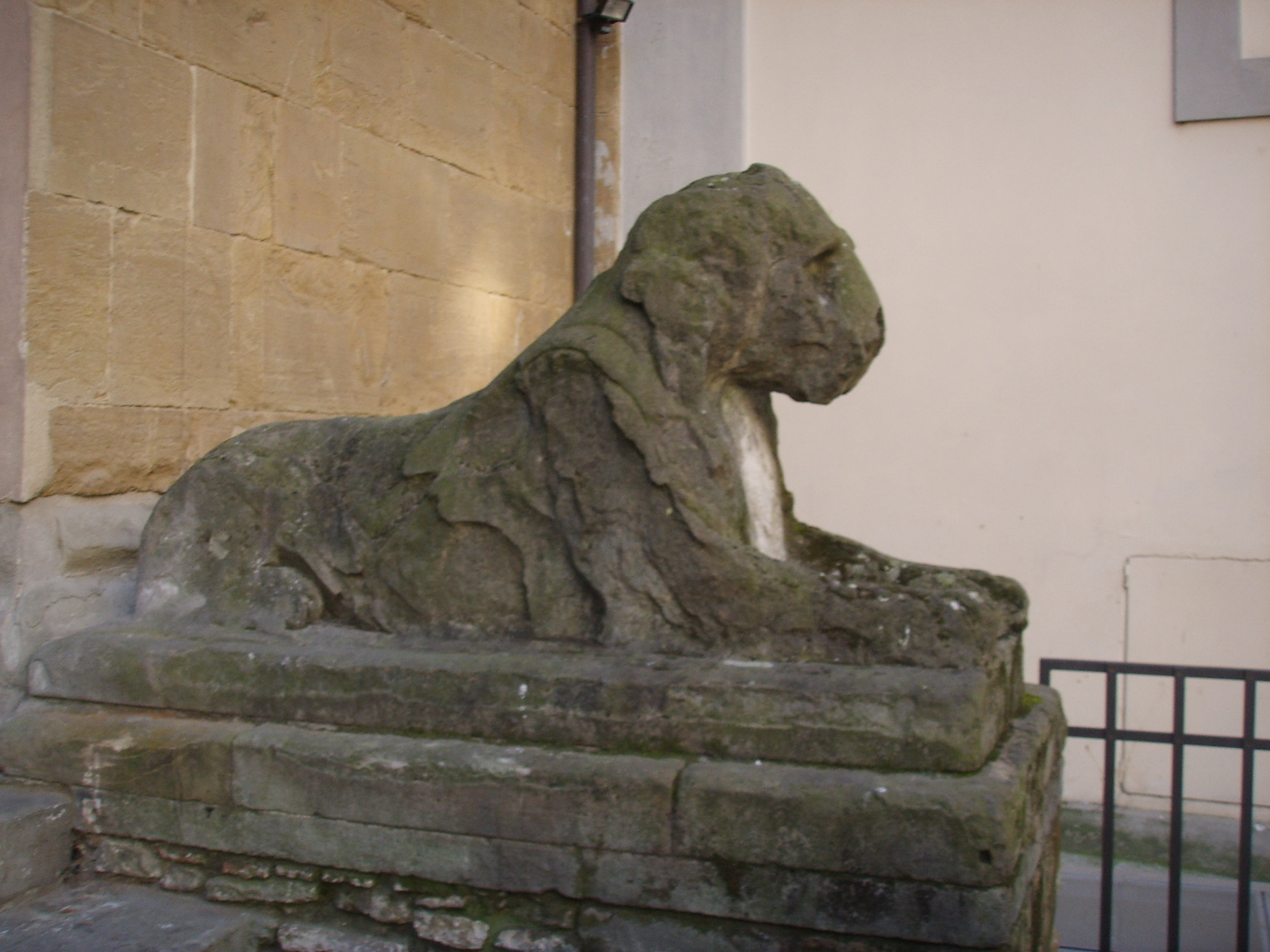
Un leone ottocentesco davanti alla chiesa di San Pancrazio (Firenze) che mostra gravi danni

Giorgio Vasari la cita nel 1568, Filippo Baldinucci nel 1681 e Giovanni Targioni Tozzetti nel 1773, mentre Agostino del Riccio la chiamava "pietra delle colline di Fiesole" e Dante Alighieri, sempre a proposito di Fiesole, la nomina forse macigno (Inf. XV, 63).
Gli etruschi vi costruirono le mura di Fiesole e le tombe di Comeana, mentre i romani la usarono a Firenze per il tempio di Marte. Il trionfo della pietra serena si ebbe però con Filippo Brunelleschi, che la usò nei suoi capolavori a Firenze come la chiesa di San Lorenzo o la basilica di Santo Spirito (per citare solo due casi), valorizzando il contrasto tra l'uniforme grigio della pietra posta sugli elementi portanti e gli intonaci bianchi a coprire la muratura. Da allora l'uso della dicromia grigio/bianco nell'architettura rinascimentale divenne canonico; venne per esempio ancora usata da Michelangelo per la biblioteca Medicea Laurenziana.
Brunelleschi introdusse l'uso della pietra serena anche nelle murature interne della cupola, nei nodi a cui riconosceva una maggior rilevanza strutturale, richiedendo per tale uso la pietra estratta nella cava di Trassinaia, oggi abbandonata.  Fu il primo ad utilizzarla anche in facciata, nell'ospedale degli Innocenti, e dopo di lui il materiale, nonostante i problemi di durabilità, fu utilizzata all'esterno; esempi sono il loggiato degli Uffizi, i loggiati di piazza Santissima Annunziata o la facciata della chiesa di San Giovannino degli Scolopi.
Nell'Ottocento fu riutilizzata in modo massiccio da Giuseppe Poggi, soprattutto per i bugnati nelle facciate dei palazzi.
Se la pietra è a grana fine è possibile scolpirla con molti dettagli: per questo fu usata sia nelle decorazioni architettoniche, sia in sculture autonome, come fece Donatello con il Marzocco o l'Annunciazione Cavalcanti di Santa Croce a Firenze.
La varietà detta commercialmente "macigno"  viene usata anche nella pavimentazione, per la sua maggior resistenza. Firenze, Siena e Arezzo e molti centri storici toscani sono pavimentate in gran parte con lastre di tale pietra. Questo utilizzo sembra molto antico se un tratto del Cardo maximus della Firenze romana, venuto alla luce in via Vacchereccia, era pavimentato in lastre di arenaria posizionate ad opus incertum.